# Елітон Пардіньйо Торета Жуніор
Елітон Пардіньйо Торета Жуніор (порт. Eliton Pardinho Toreta Júnior; нар. 28 січня 1998, Сан-Матеус) — бразильський футболіст, півзахисник грузинського «Торпедо» (Кутаїсі).
Виступав також за клуби «Локомотив» (Пловдив), «Ред Булл Бразіл» та «Варбергс БоІС».
Володар Кубка Болгарії.

## Ігрова кар'єра
У дорослому футболі дебютував 2018 року виступами в Болгарії за «Локомотив» (Пловдив), де провів півтора сезону, взявши участь у 34 матчах чемпіонату. Більшість часу, проведеного у складі пловдивського «Локомотива», був основним гравцем команди. Допоміг їй 2019 року вибороти Кубок Болгарії.
У вересні 2019 року повернувся на батьківщину, ставши гравцем «Ред Булл Бразіл».
Протягом 2022—2023 років знову виступав у Європі, грав за шведський «Варбергс БоІС», з якого також віддавався в оренду до фінського «КуПС».
На початку 2024 року уклав однорічну угоду із грузинським «Торпедо» (Кутаїсі), де став гравцем основного складу команди.

## Титули і досягнення
- Володар Кубка Болгарії (1):

«Локомотив» (Пловдив): 2018–2019
- Володар Суперкубка Грузії (1):

«Торпедо» (Кутаїсі) : 2024